# Kvinder er noget
Kvinder er noget er en amerikansk stumfilm fra 1914 af Colin Campbell.

## Medvirkende
- Tom Mix som Claude Bennett.
- Kathlyn Williams som Della Whitmore.
- Wheeler Oakman som Weary.
- Frank Clark som Patsy.
- Fred Huntley som Whitmore.